# Diócesis de Rourkela
La diócesis de Rourkela (en latín: Dioecesis Rurkelaënsis y en inglés: Roman Catholic Diocese of Rourkela) es una circunscripción eclesiástica de la Iglesia católica en India. Se trata de una diócesis latina, sufragánea de la arquidiócesis de Cuttack-Bhubaneshwar. Desde el 26 de julio de 2013 su obispo es Kishore Kumar Kujur.

## Territorio y organización
La diócesis tiene 9675 km² y extiende su jurisdicción sobre los fieles católicos de rito latino residentes en el estado de Odisha en el distrito de Sundergarh.
La sede de la diócesis se encuentra en la ciudad de Rourkela, en donde se halla la Catedral del Sagrado Corazón.
En 2020 en la diócesis existían 43 parroquias.

## Historia
La diócesis fue erigida el 4 de julio de 1979 con la bula Cum cordi potissimum del papa Juan Pablo II, obteniendo el territorio de la diócesis de Sambalpur.
El 8 de septiembre de 1980, con la carta apostólica Christianum populum, el papa Juan Pablo II confirmó a la Santísima Virgen María del Santísimo Rosario (Beata Maria Virgo a Sacratissimo Rosario), como patrona principal de la diócesis.

## Estadísticas
Según el Anuario Pontificio 2021 la diócesis tenía a fines de 2020 un total de 63 853 fieles bautizados.
| Año                                                                             | Población            | Población | Población      | Sacerdotes | Sacerdotes    | Sacerdotes    | Bautizados por sacerdote | Diáconos permanentes | Religiosos | Religiosos | Parroquias |
| Año                                                                             | Bautizados católicos | Total     | % de católicos | Total      | Clero secular | Clero regular | Bautizados por sacerdote | Diáconos permanentes | Varones    | Mujeres    | Parroquias |
| ------------------------------------------------------------------------------- | -------------------- | --------- | -------------- | ---------- | ------------- | ------------- | ------------------------ | -------------------- | ---------- | ---------- | ---------- |
| 1980                                                                            | 128 714              | 1 303 758 | 9.9            | 48         | 18            | 30            | 2681                     |                      | 43         | 275        |            |
| 1990                                                                            | 164 788              | 1 546 500 | 10.7           | 71         | 27            | 44            | 2320                     |                      | 58         | 255        |            |
| 1999                                                                            | 210 355              | 1 600 000 | 13.1           | 76         |               | 76            | 2767                     |                      | 131        | 353        | 36         |
| 2000                                                                            | 210 669              | 1 600 000 | 13.2           | 119        | 43            | 76            | 1770                     |                      | 131        | 353        | 36         |
| 2001                                                                            | 215 329              | 1 624 000 | 13.3           | 109        | 44            | 65            | 1975                     |                      | 155        | 340        | 38         |
| 2002                                                                            | 220 458              | 1 648 000 | 13.4           | 116        | 44            | 72            | 1900                     |                      | 159        | 337        | 39         |
| 2003                                                                            | 222 470              | 1 665 000 | 13.4           | 112        | 44            | 68            | 1986                     |                      | 154        | 340        | 41         |
| 2004                                                                            | 220 095              | 1 647 225 | 13.4           | 118        | 48            | 70            | 1865                     |                      | 171        | 354        | 40         |
| 2010                                                                            | 237 020              | 1 779 000 | 13.3           | 153        | 74            | 79            | 1549                     |                      | 160        | 354        | 40         |
| 2014                                                                            | 248 560              | 1 877 000 | 13.2           | 176        | 84            | 92            | 1412                     |                      | 212        | 405        | 41         |
| 2017                                                                            | 262 657              | 2 093 437 | 12.5           | 184        | 84            | 100           | 1427                     |                      | 256        | 435        | 43         |
| 2020                                                                            | 270 817              | 2 182 000 | 12.4           | 193        | 88            | 105           | 1403                     |                      | 269        | 462        | 43         |
| Fuente: Catholic-Hierarchy, que a su vez toma los datos del Anuario Pontificio. |                      |           |                |            |               |               |                          |                      |            |            |            |

## Episcopologio
- Alphonse Bilung, S.V.D. † (4 de julio de 1979-2 de abril de 2009 retirado)
- John Barwa, S.V.D. (2 de abril de 2009 por sucesión-11 de febrero de 2011 nombrado arzobispo de Cuttack-Bhubaneshwar)
  - Sede vacante (2011-2013)
- Kishore Kumar Kujur, desde el 26 de julio de 2013